# Camp des Rouëts
Le camp des Rouets est un site archéologique, ancien camp militaire, de Mohon dans le Morbihan.

## Localisation
Le site est situé immédiatement à l'est du hameau de Bodieu.

## Description
Le site se présente comme des vestiges de terre répartis sur une surface de 5 ha. Au centre de cet espace domine une motte castrale, d'environ 8 m de hauteur, sur laquelle le seigneur de Bodieu avait fait établir une tour.
Des douves, profondes de 10 m pour 15 m de large ceignent l'ensemble du site, délimitant une basse-cour au pied de la motte, où se sont réfugiés les villageois. Le village ainsi constitué abritait un puits, des granges, une forge, une poterie et des habitations.

## Historique
Le camp date du Haut Moyen Âge, probablement du Xe siècle. Le VIIIe siècle est également avancé comme époque de construction. Il est possible que cette implantation s'appuie sur des vestiges plus anciens encore datant de l'époque gallo-romaine. Le prieuré voisin, noyau du futur village de Bodieu, s'implante au XIIe siècle.
Le site est acheté par le conseil général du Morbihan dans les années 1970 sur demande de Jacques Mercier. Il est inscrit au titre des monuments historiques par l'arrêté du 22 juillet 1975. Il est également un site naturel classé par décret du 22 septembre 1975 selon le critère « Pittoresque ».
L'association Les Amis du camp des Rouëts s'est constituée en 1980, à l'initiative de Jacques Mercier, afin de protéger et mettre en valeur le site.